# Raymond Borremans
Raymond Borremans, (Parijs, 3 juni 1906 - Abidjan, 22 juli 1988), was een Franse wereldreiziger, een encyclopedist, en een muzikant die een eenmansorkest vormde.

## Leven
Na een mislukte liefde verliet Borremans Europa in 1929. Hij bezocht delen van Noord-Afrika (Marokko en Oran); dan, van 1929 tot 1934, alle landen van West- en Equatoriaal-Afrika. Om den brode trad hij met zijn banjo als eenmansorkest voor een publiek van kolonialen op. Toen hij in 1931 met zijn orkest in het Hotel de France in Grand-Bassam optrad, raakte hij zodanig door de omgeving gecharmeerd, dat hij er zich in 1934 definitief zou vestigen en er een kamer zou betrekken in het huis waarin thans de stichting is gevestigd die zijn naam draagt. Na verloop van tijd gaf hij zijn activiteiten als muzikant op en kocht een filmprojector, een filmscherm en wat films om van 1937 tot 1974 met een reizende bioscoop door Frans-West-Afrika te trekken om er voor de Afrikaanse bevolking films te vertonen. Diep in de brousse werd hij veelal als een magiër ontvangen, en hij vertrok niet voordat hij stamhoofden de hele geschiedenis van hun volk had laten vertellen. Maar halverwege de jaren zeventig was de televisie zover in Afrika doorgedrongen dat de belangstelling voor zijn 'toverlantaarn' afnam. Hij staakte deze activiteit en richtte zich vanaf dan geheel en tot aan zijn dood op zijn levenswerk: de Encyclopédie Borremans.
Vanaf 1934 had hij zich al in zijn eentje toegelegd op de samenstelling van dit encyclopedisch woordenboek voor Frans-West-Afrika. Van alles wat o.m. stamhoofden hem vertelden over de geschiedenis van de streek en de legenden ging hij systematisch aantekeningen maken; zo ook van nog meer denkbare onderwerpen over wat hij te zien of te horen kreeg: van krantenknipsels tot landschappen, gebeurtenissen en dieren. Deze aantekeningen groeiden gaandeweg uit tot zijn encyclopedie over Frans-West-Afrika. Hij werkte aan een reusachtig archiefkaartensysteem met een bijzonder uitgebreide bibliografie over Ivoorkust, Senegal, Mali, Opper-Volta (Burkina Faso) en Guinee-Conakry. Na hun onafhankelijkheid geraakte het steekkaartenbestand over deze vijf landen versnipperd. Borremans heeft zijn encyclopedie nooit kunnen voltooien: op het einde van zijn leven was hij tot de letter N geraakt.

Borremans was al op hoge leeftijd toen Sonia Lazareff in zijn leven kwam, een occultiste (medium) die in Ivoorkust al 10 jaar lang rituelen van traditionele 'medicijnmannen' onderzocht en zichzelf een 'blanke tovenares' noemde. Zij raakte geobsedeerd door Borremans en zijn encyclopedie. Twee jaar lang probeerde zij een uitgever te vinden voor het werk en toen dat uiteindelijk lukte toonde Borremans geen spoor van dankbaarheid. Ze bleven boos op elkaar tot aan Borremans' dood in 1988. Zij danste naakt op zijn graf opdat zijn geest nimmer rust zou vinden. Dit gegeven was voor cineast Peter Krüger aanleiding een film over Borremans te maken: "N: – The Madness of Reason", waarbij de "N" slaat op de laatste letter die Borremans nog in zijn encyclopedie kon opnemen.
Het naslagwerk vond aldus een uitgever. Samen met het bestand over Ivoorkust vormde het de Grand Dictionnaire Encyclopédique de Côte d'Ivoire, bekend als « Le Borremans », uitgegeven in 1986, 2 jaar voor Borremans' dood. Het bestand over Ivoorkust is vandaag het voornaamste en telt 75.000 steekkaarten voor evenveel lemma’s; als basisdocumentatie met uitgebreide bibliografie qua omvang te vergelijken met de eerste Petit Larousse.
Borremans’ boekerij telt 500 werken over flora, dierenwereld, geschiedenis, volkenkunde, aardrijkskunde, politiek, economie, kunst, etc.
Zijn ambitieuze en ironische leuze was: « Comme Larousse, je sème à tout vent ; et ce, pour le noir continent… » ("zoals Larousse, zaai ik bij elke wind, en dat ten behoeve van het zwarte continent ... ").
In 1987 overhandigde academicus Michel Déon hem de prijs Jean Sainteny; voor Borremans de aanleiding om na een verblijf van 40 jaar in Afrika naar Frankrijk terug te keren.
Zijn bijzonder avontuurlijke leven als autodidact en rondreizende muzikant werd het onderwerp van verschillende radio-uitzendingen, krantenartikels en de hierboven reeds genoemde documentaire N: The Madness of Reason.  